# Marie-Thérèse de Noailles
 (mars 2015).
Si vous disposez d'ouvrages ou d'articles de référence ou si vous connaissez des sites web de qualité traitant du thème abordé ici, merci de compléter l'article en donnant les références utiles à sa vérifiabilité et en les liant à la section « Notes et références ».
Marie-Thérèse de Noailles, née le 3 octobre 1684, était marquise puis duchesse de La Vallière.

## Biographie
Née le 3 octobre 1684, elle est la fille d'Anne Jules de Noailles, duc de Noailles (1650-1708), et de Marie-Françoise de Bournonville, duchesse de Noailles (1655-1748). Elle est la sœur de la comtesse de Toulouse, Marie-Victoire de Noailles. 
Marie-Thérèse de Noailles épouse à Notre-Dame de Versailles[réf. souhaitée] le 15 juin 1698 Charles-François de la Baume le Blanc, marquis puis 3e duc de La Vallière (1670-1739), lieutenant général des armées du roi et gouverneur du Bourbonnais. Marie-Thérèse devient ainsi duchesse de La Vallière, la princesse Marie-Anne de Bourbon, fille de Louis XIV et de Louise de la Vallière, légitimée de France, veuve du prince de Conti, ayant cédé le duché à son cousin germain à l'occasion du mariage de ce dernier. Marie-Thérèse de Noailles est la mère de Louis-César de La Baume Le Blanc de La Vallière, 4e duc de Vaujours et de La Vallière, proche de madame de Pompadour, auteur distingué et protecteur des belles-lettres. 
Elle est dame d'honneur de 1707 à 1712 de Marie-Adélaïde de Savoie, duchesse de Bourgogne. Elle est l'amie d'Anne-Marguerite-Gabrielle de Beauvau-Craon, maréchale de Mirepoix, et de sa sœur, Marie-Françoise-Catherine de Beauvau-Craon.
Marie-Thérèse de Noailles est décédée le 24 avril 1784 à Paris, quelques mois avant son centenaire. Elle fut inhumée le 11 mai 1784 en la chapelle du château de Wideville à Crespières en Yvelines.